# E-Pricing
E-Pricing (auch ePricing) bezeichnet die Preisgestaltung im E-Commerce.

## Herausforderungen bei der Preisgestaltung im Internethandel
Neben den Regeln für traditionelle Märkte sind in der Net Economy außerdem folgende Faktoren zu berücksichtigen:
- Hohe Transparenz und frei zugängliche Informationen: Die Erhöhte Informationsbasis ermöglicht erhöhte Preisvergleiche bei Kunden und Wettbewerben.
- Globale Vernetzung: Eine Preisdifferenzierung wird durch Konflikte zwischen den einzelnen Vertriebskanälen erschwert.
- Beidseitige Kommunikation: Kunden und Anbieter sowie Kunden und Kunden befinden sich in einer Interaktion untereinander. Dadurch kommt es zu einer Nachfragebündlung.
- einfaches Management von Webinhalten: Preisänderungen und Preiskontrolle lassen sich mittels Web-Technologien schnell umsetzen und realisieren.
- ständig online erreichbar: Eine Preisindividualisierung und ein Echtzeitpricing wird ermöglicht.